# Uptown (Nova Orleães)
Uptown é uma seção de Nova Orleães, Luisiana, Estados Unidos, na margem leste do Rio Mississippi, abrangendo um número de bairros entre a linha do Bairro Francês e a Paróquia de Jefferson. Permanece em um área de residências mistas e pequenas propriedades comerciais, com uma riqueza da arquitetura do século XIX. Inclui partes ou todas na Uptown New Orleans Historic District, no qual é listado no Registro Nacional de Lugares Históricos americano.

## Governo e infraestrutura
Uptown de Nova Orleães está sob a jurisdição da cidade e da paróquia de Nova Orleães.
O Serviço Postal dos Estados Unidos opera uma Estação Uptown.

## Ligaçõess externas
- Media relacionados com Uptown (Nova Orleães) no Wikimedia Commons
- Guia de viagem para Uptown New Orleans do Wikivoyage